# Vladislav Čáp
Vladislav Čáp (Praga, 13 aprile 1926 – Praga, 30 dicembre 2001) è stato un pattinatore artistico su ghiaccio cecoslovacco naturalizzato ceco, specializzato nel singolo.

## Palmarès

### Europei
- 1 medaglia:
  - 1 argento (Davos 1947)